# Zawalów-Kolonia
Zawalów-Kolonia – kolonia w Polsce, położona w województwie lubelskim, w powiecie zamojskim, w gminie Miączyn.
| SIMC    | Nazwa       | Rodzaj  |
| ------- | ----------- | ------- |
| 0894919 | Lachmanówka | kolonia |
| 0894836 | Podkotlice  | kolonia |

W latach 1975–1998 kolonia administracyjnie należała do województwa zamojskiego.
Kolonia jest sołectwem w gminie Miączyn. Według Narodowego Spisu Powszechnego z roku 2011 kolonia liczyła 258 mieszkańców.